# Bratske, Hola Prîstan
Bratske (în ucraineană Братське) este un sat în comuna Ivanivka din raionul Hola Prîstan, regiunea Herson, Ucraina.

## Demografie
Componența lingvistică a localității Bratske
     Ucraineană (91,57%)
     Rusă (6,43%)
     Alte limbi (0,8%)
Conform recensământului din 2001, majoritatea populației localității Bratske era vorbitoare de ucraineană (91,57%), existând în minoritate și vorbitori de rusă (6,43%) și armeană (1,2%).